# Ligia perkinsi
Ligia perkinsi là một loài chân đều trong họ Ligiidae. Loài này được Dollfus miêu tả khoa học năm 1900.